# Жінки 20-го століття
«Жінки 20-го століття» (англ. 20th Century Women) — американський трагікомедійний фільм, знятий Майком Міллсом. Світова прем'єра стрічки відбулась 8 жовтня 2016 року на Нью-Йоркському кінофестивалі. Фільм розповідає про трьох жінок Південної Каліфорнії наприкінці 1970-тих.

## У ролях
| Актор              | Роль                     |
| ------------------ | ------------------------ |
| Аннетт Бенінг      | Доротея Філдс            |
| Ґрета Ґервіґ       | Еббі                     |
| Ель Феннінг        | Джулі                    |
| Біллі Крудап       | Вільям                   |
| Лукас Джейд Зуманн | Джеймі Філдс син Доротеї |
| Валід Зуейтер      | Чарлі                    |
| Керран Волтерс     | Метт                     |
| Камерон Ґеллман    | Марк                     |

## Виробництво
Зйомки фільму почались 8 вересня 2015 року в Південній Каліфорнії і закінчились 27 жовтня того ж року.

## Нагороди й номінації
| Список нагород і номінацій    | Список нагород і номінацій | Список нагород і номінацій            | Список нагород і номінацій | Список нагород і номінацій | Список нагород і номінацій |
| Кінопремія                    | Дата церемонії             | Категорія                             | Номінант(и)                | Результат                  | Дж                         |
| ----------------------------- | -------------------------- | ------------------------------------- | -------------------------- | -------------------------- | -------------------------- |
| Асоціація кінокритиків Остіна | 28 грудня 2016             | Найкраща акторка                      | Аннетт Бенінг              | Номінація                  | [ 3 ] [ 4 ]                |
| Асоціація кінокритиків Остіна | 28 грудня 2016             | Найкраща акторка другого плану        | Грета Гервіг               | Номінація                  | [ 3 ] [ 4 ]                |
| Асоціація кінокритиків Остіна | 28 грудня 2016             | Найкращий оригінальний сценарій       | Майкл Міллс                | Номінація                  | [ 3 ] [ 4 ]                |
| Кінопремія «Готем»            | 28 листопада 2016          | Найкраща акторка                      | Аннетт Бенінг              | Номінація                  | [ 5 ] [ 6 ]                |
| Премія «Золотий глобус»       | 8 січня 2017               | Найкращий фільм — комедія або мюзикл  | «Жінки 20-го століття»     | Номінація                  | [ 7 ] [ 8 ]                |
| Премія «Золотий глобус»       | 8 січня 2017               | Найкраща акторка (комедія або мюзикл) | Аннетт Бенінг              | Номінація                  | [ 7 ] [ 8 ]                |
| Премія «Незалежний дух»       | 25 лютого 2017             | Найкраща акторка                      | Аннетт Бенінг              | Номінація                  | [ 9 ]                      |
| Премія «Незалежний дух»       | 25 лютого 2017             | Найкращий сценарій                    | Майк Міллс                 | Номінація                  | [ 9 ]                      |